# 빌 패튼

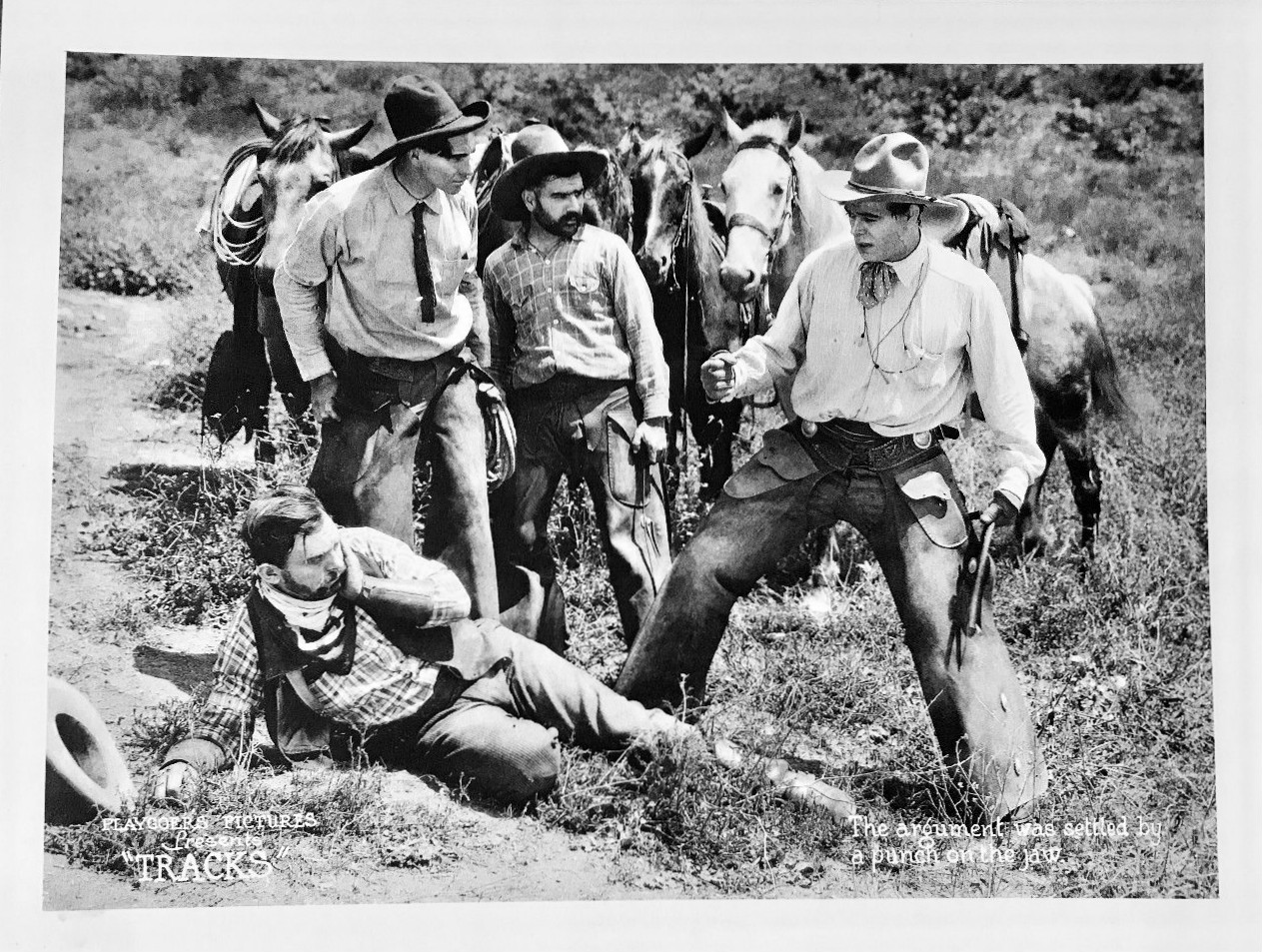

빌 패튼(Bill Patton, 1894년 6월 2일 ~ 1951년 12월 12일)은 미국의 배우, 영화배우이다.
애머릴로에서 태어났으며 로스앤젤레스에서 사망하였다.

## 영화
- 스토리 오브 버넌 앤 아이린 캐슬 (1939년)
- 스파이더스 웹 (1938년)
- 바바라 워스의 승리 (1926년)